# Base Primavera

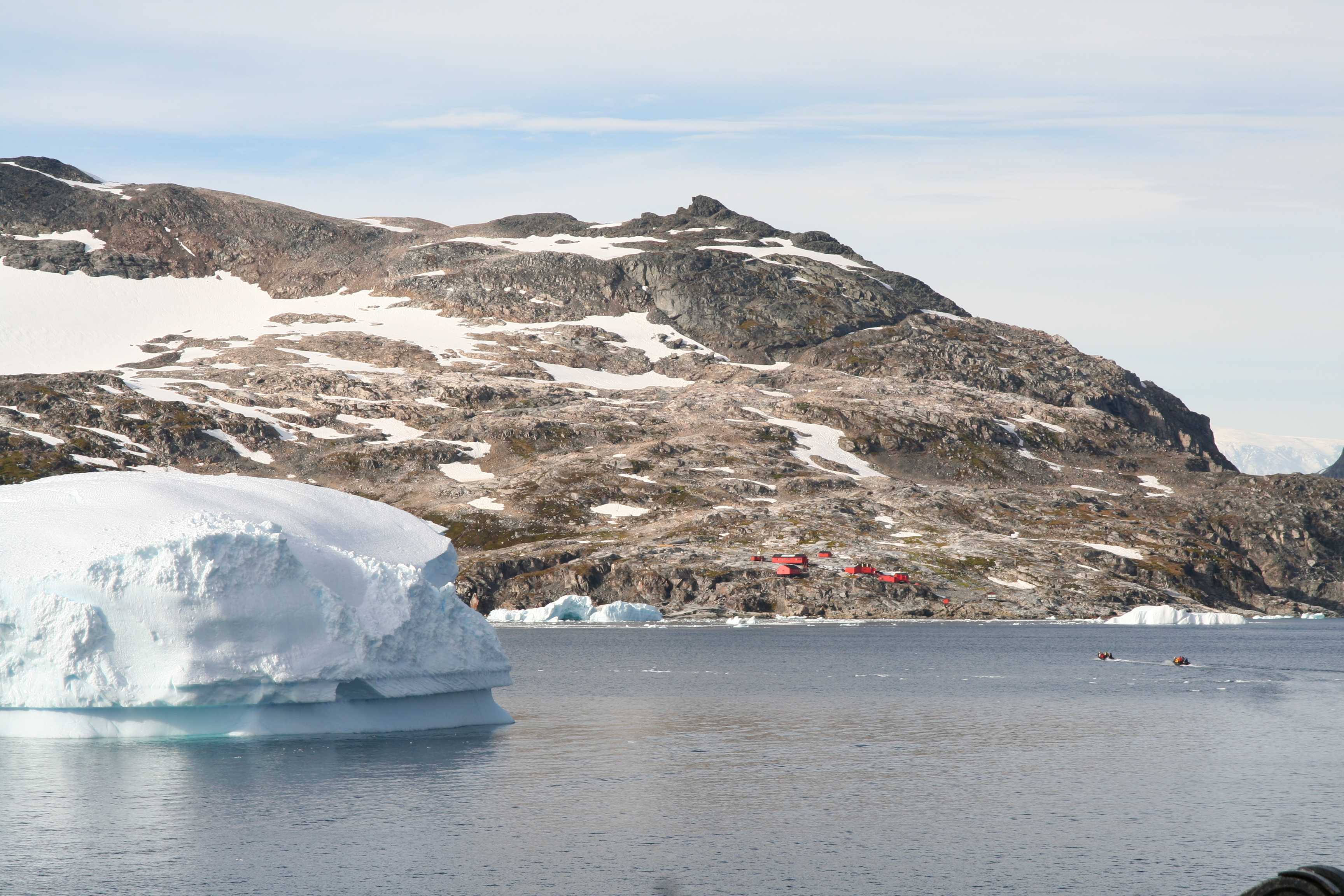
Vista de la base primavera durante el verano 2010.

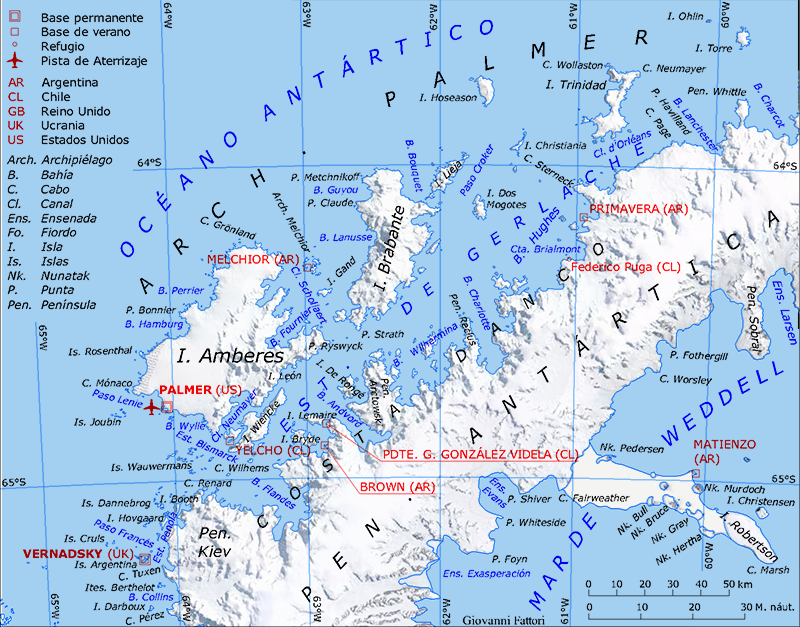
Mapa del sector donde se encuentra la base Primavera.

La base antártica Primavera o base Primavera es una estación científica de la República Argentina en la Antártida, dentro del sector reclamado por Chile y Argentina con el nombre de Antártida Argentina, dentro del sector Antártico perteneciente a la República Argentina, esta base se encuentra bajo la responsabilidad del Comando antártico del Ejército Argentino. La base se ubica 50 m s. n. m. en la entrada sudoeste de la caleta Cierva en un promontorio rocoso que se levanta en la costa oeste de la Tierra de San Martín, en el acceso norte del estrecho de Gerlache sobre la costa Danco, en el cabo Primavera, a 64°09′00″S 60°57′50″O / -64.15000, -60.96389.
Se llamó base de Ejército Primavera hasta que en la década de 1990 su nombre fue modificado al actual.

## Historia
El 23 de enero de 1954 personal de la Armada Argentina inauguró el Refugio Naval Capitán Cobbett en un promontorio rocoso del cabo Primavera. Por muchos años este refugio fue utilizado por expediciones de exploración argentinas en el área.
Buscando fortalecer la presencia argentina en la Antártida y expandir los estudios de la costa oeste de la península Antártica, un grupo de tareas del Ejército Argentino se estableció en el cabo Primavera. El teniente coronel Ignacio Carro y 8 hombres expandieron el refugio y construyeron las instalaciones necesarias para soportar a científicos del Instituto Antártico Argentino. Las instalaciones de la base de Ejército Primavera fueron inauguradas el 3 de marzo de 1977 e incluían dos pequeñas casas, un baño básico y un depósito. Una cámara frigorífica, dos refugios, una usina y una estación de radio fueron agregadas posteriormente. Como una misión secundaria una pequeña expedición realizó detalladas observaciones meteorológicas y glaciológicas.
Luego de 5 años de ocupación permanente, la base fue desactivada el 31 de diciembre de 1981 por resolución del Comité Científico Internacional (SCAR) ya que está ubicada dentro del Sitio de Especial Interés Científico (SEIC). Desde entonces, la base es reactivada durante cada verano antártico para su mantenimiento y realización de diferentes programas científicos a cargo del Instituto Antártico Argentino.
Está dotada normalmente con un personal que consta de 6 científicos argentinos, 4 científicos extranjeros y 8 de la dotación de Ejército. En cuanto a infraestructura cuenta con una enfermería, una usina, un parque automotor, un laboratorio, varios depósitos, una carpintería, un comedor, y una casa principal. La base cuenta con un helipuerto de usos en temporada de verano.
La zona en la que se halla ubicada es abrupta, formada por un gran macizo granítico que en los lugares libres de hielo exhibe capas de líquenes, musgos y algunas pequeñas gramíneas (el 80% de todo lo que se conoce en el continente Antártico). La zona cuenta con un 90% de las especies animales antárticas.
En la campaña antártica de verano 2016-2017 la base fue abierta el 29 de diciembre de 2016 y fue cerrada el 4 de marzo de 2017. La dotación fue embarcada en el transporte ARA Bahía San Blas.